# Municipio de San Pedro Nopala
El municipio de San Pedro Nopala (En chocho Dukala "Donde hay nopales") es un municipio del estado de Oaxaca. Su cabecera es la localidad de San Pedro Nopala.

## Toponimia
El origen del topónimo Nopala proviene del náhuatl que significa "donde abunda el nopal" o "nopalera".

## Geografía
El municipio de San Pedro Nopala cuenta con una extensión territorial de 20.41 km², se encuentra ubicado en las coordenadas 17°48′N 97°32′O / 17.800, -97.533 colinda con al norte con el municipio de San Francisco Teopan, el municipio de Santa María Camotlán y el municipio de Santiago Huajolotitlán, al sur con Teotongo, al este con Santa Magdalena Jicotlán y San Francisco Teopam y al oeste con Santiago Huajolotitlán.

## Población
La población registrada en el censo de población y vivienda de 2010 realizada por el INEGI fue de 840 habitantes.

### Principales asentamientos
| Nombre             | Tipo   | Código Postal |
| ------------------ | ------ | ------------- |
| San Pedro Nopala   | Pueblo | 69516         |
| San Pedro Yosocuno | Pueblo | 69519         |

## Economía
Las principales actividades económicas son la agricultura y la ganadería.